# ستيفان لانغدون
ستيفان لانغدون
ستفان هيربرت لانغدون وهو عالم آثار و آشوريات أمريكي المولد بريطاني الجنسية في سنة 1876 في بلدة مونروي , ميشيغان في الولايات المتحدة , تخرج من جامعة ميشيغان وفي سنة 1898 و 1899 درس في نيويورك وفي سنة 1904 نال شهادة من جامعة كولومبيا , وثم ذهب إلى فرنسا ومن هناك رحل إلى إنجلترا ودرس هناك في جامعة أوكسفورد ونال شهادة عن علم الآشوريات في سنة 1908 ونال الجنسية البريطانية سنة 1913 , وفي الحرب العالمية الأولى ذهب مع الجيش البريطاني واكتشف هناك عدة مواقع تعود للحضارة البابلية ومنها موقع جمدة نصر.